# Riegel (Familienname)
Riegel ist ein Familienname.

## Herkunft und Bedeutung
Möglicherweise ist Riegel (Rigilo) ein Kurform zu Rüdiger oder Richard.

## Namensträger
- Albert Riegel (1802–1858), deutscher Porträtmaler
- Carl Riegel (1897–1970), deutscher Fußballspieler
- Carolin Riegel (* 1982), deutsche Fußballspielerin
- Christina Riegel (* 1971), österreichische Skirennläuferin
- Christoph Riegel (1648–1717), deutscher Kupferstecher, Buchhändler und Verleger
- Dietmar Riegel (1940–2013), deutscher Physiker
- Eden Riegel (1981), US-amerikanische Schauspielerin
- Ernst Riegel (1871–1939), deutscher Goldschmied, Bildhauer und Hochschullehrer
- Erwin Riegel (1922–1982), deutscher Journalist und Politiker (SPD)
- Ferdinand Riegel (1797–1866), deutscher Buchhändler und Verleger
- Florian Riegel (* 1978), deutscher Dokumentarfilmer
- Franz Riegel (1843–1904), deutscher Mediziner und Hochschullehrer
- Friedhelm Riegel (1935–2022), deutscher Humorist
- Friedrich Schmid-Riegel (1888–vor 1958), deutscher Künstler
- Hans Riegel (1893–1945), deutscher Unternehmensgründer
- Hans Riegel junior (1923–2013), deutscher Unternehmer
- Hans Peter Riegel (* 1959), Schweizer Autor, Fotograf und Artdirector
- Harald Riegel (* 1965), deutscher Physiker
- Heinrich Riegel (1883–1967), deutscher Politiker
- Herman Riegel (1834–1900), deutscher Kunsthistoriker und Museumsdirektor, Gründer des Allgemeinen Deutschen Sprachvereins
- Hermann Riegel (Ingenieur) (1868–1928), deutscher Eisenbahningenieur
- Jakob Riegel (1839–1908), deutscher Kaufmann, Seilermeister und Stifter des Illertisser Kinderfestes
- Jobst Riegel (1821–1878), deutscher Kupferstecher und Maler
- Johann Riegel (1893–1945), deutscher Unternehmensgründer (Haribo), siehe Hans Riegel
- Johann Georg Riegel (1833–1904), deutscher Architekt und Zeichner
- Karl Riegel (1915–2001), deutscher Politiker (SPD), MdB
- Karl Joseph Riegel (1787–1862), badischer Oberamtmann
- Kenneth Riegel (1938–2023), US-amerikanischer Sänger (Tenor)
- Klaus Riegel (Mediziner) (Klaus Philipp Riegel; 1926–2018), deutscher Mediziner
- Klaus F. Riegel (Klaus Friedrich Riegel; 1925–1977), deutscher Psychologe
- Leonard Riegel (* 1983), deutscher Cartoonist, Comiczeichner und Satiriker
- Marko Riegel (1974), deutscher Fußballspieler
- Paul Riegel (1926–2009), deutscher Unternehmer
- Peter Riegel (1935–2018), US-amerikanischer Ingenieur
- Reinhard Riegel (1942–2000), deutscher Rechtswissenschaftler
- Richard Riegel (1900–1982), deutscher Politiker (KPD)
- Tatiana S. Riegel, US-amerikanische Filmeditorin
- Tina Riegel (* 1965), deutsche Eiskunstläuferin
- Ulrich Riegel (* 1966), deutscher katholischer Theologe und Hochschullehrer
- Werner Riegel (1925–1956), deutscher Lyriker und Essayist